# Recreatiegebied

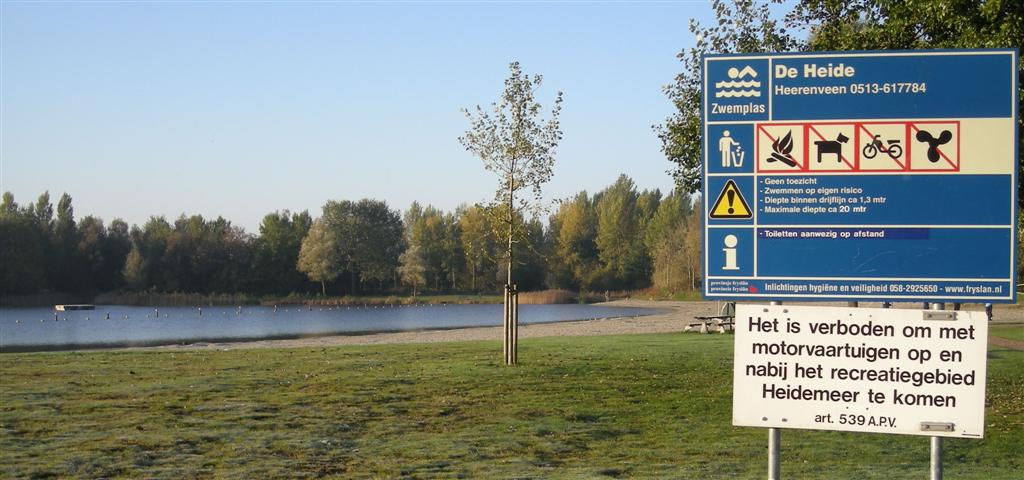
De Heide

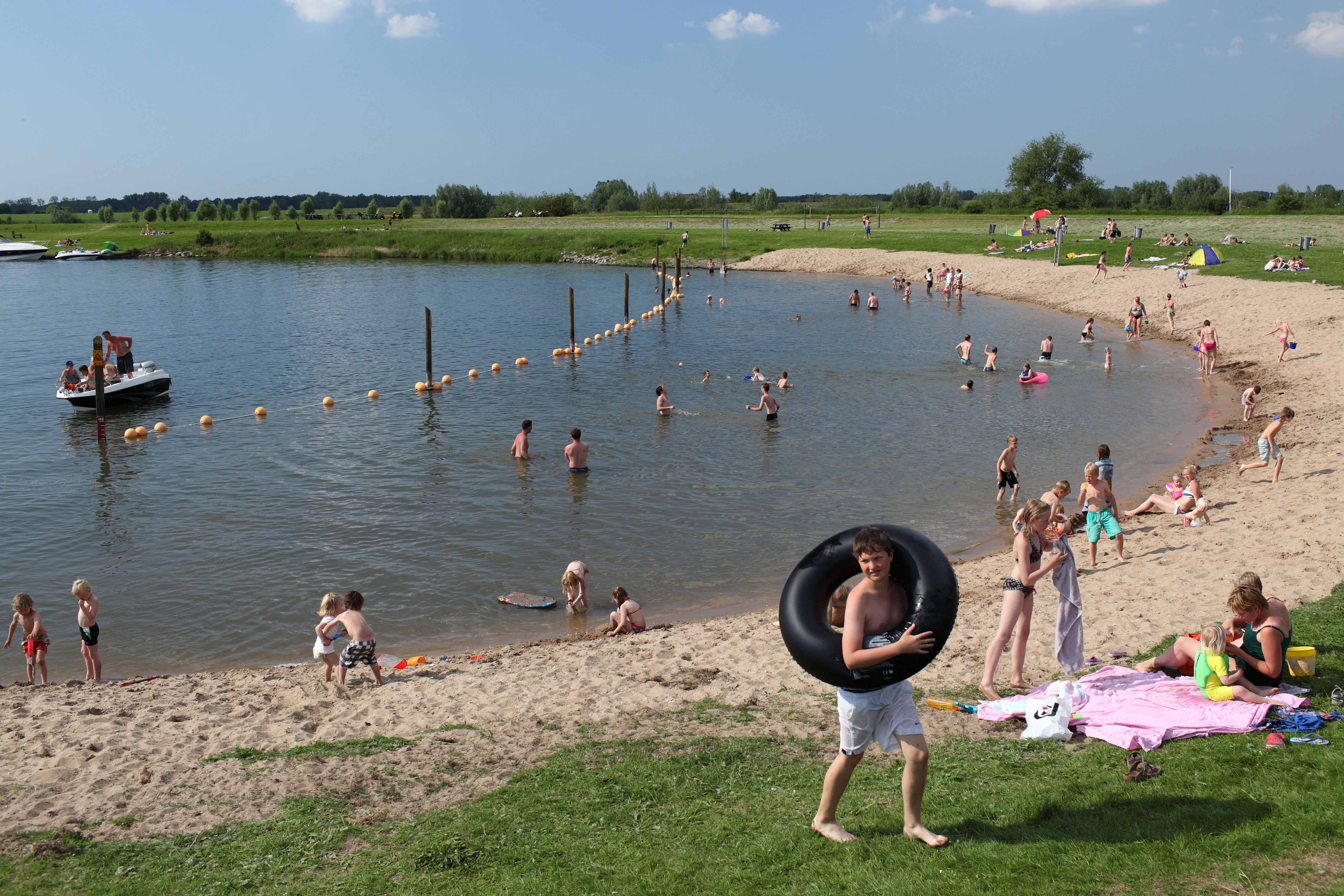
Waarden van Gravenbol

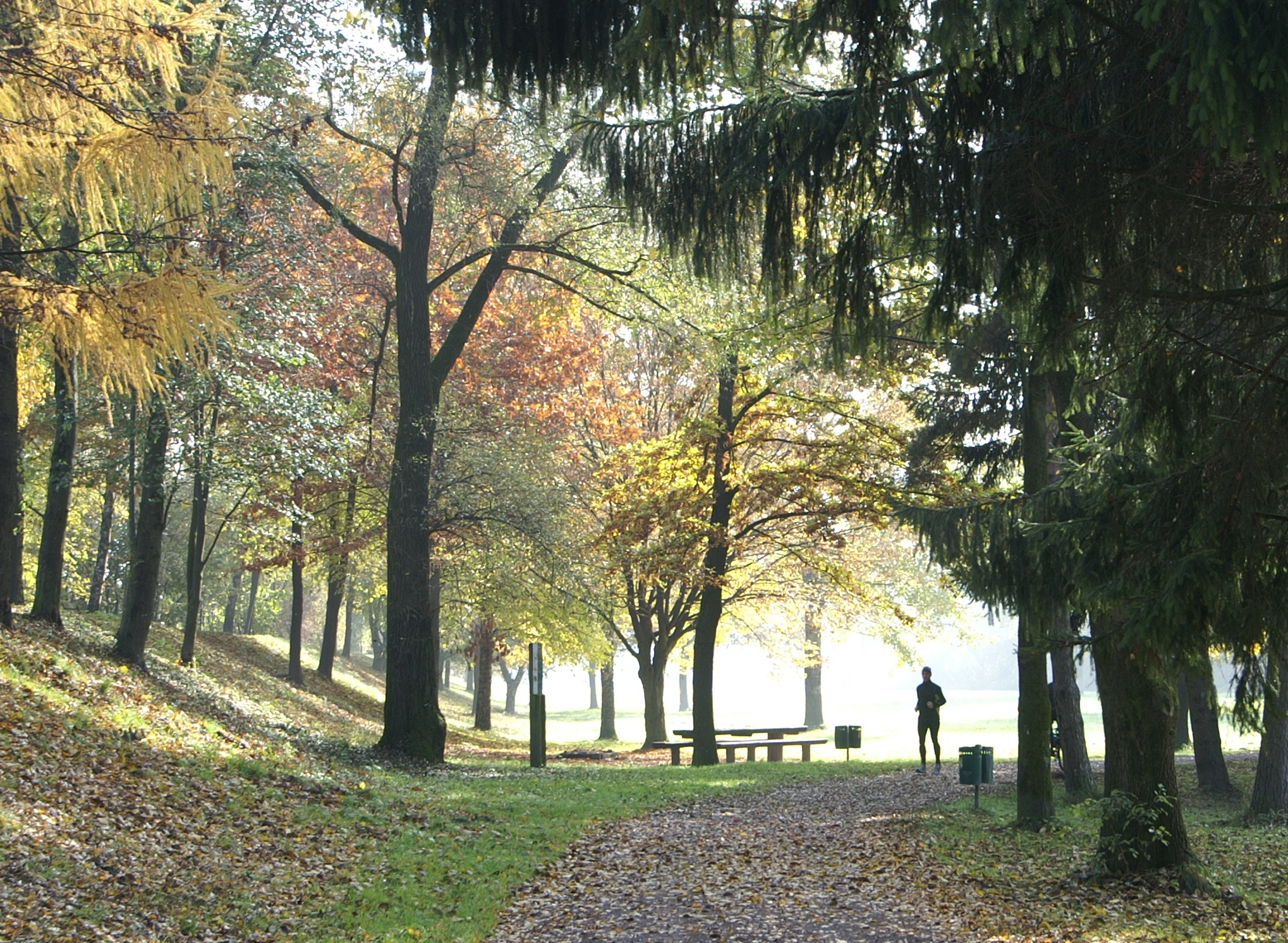
Een Duits recreatiegebied

Een recreatiegebied of recreatieterrein is een terrein waar men zich in de buitenlucht kan ontspannen. Vaak is er een recreatieplas in het gebied. Een recreatiegebied bevat altijd een aantal door de mens ingerichte voorzieningen, die kunnen variëren van simpele grasveldjes tot grootschaliger faciliteiten.
Gewoonlijk wordt het bezoek aan een dergelijk terrein aangemoedigd door bewegwijzering, de aanleg van parkeerplaatsen en gelegenheden om activiteiten te kunnen ontplooien zoals een trimbaan, een roeibaan of een golfbaan.
Een recreatiegebied kan samenvallen met een natuurgebied, maar is dan zodanig ingericht dat men tevens allerlei activiteiten kan ontplooien als picknicken, voetballen, dagkamperen. Vaak is er ook een net van wandel- en fietspaden aangelegd en zijn er informatiepanelen aanwezig. De boswachterijen van Staatsbosbeheer zijn voorbeelden van op een dergelijke wijze ingerichte terreinen in bossen.
Een tussenvorm wordt gevormd door parkachtig ingerichte gebieden met allerlei voorzieningen zoals een waterplas, een kinderboerderij of hertenkamp, speeltoestellen en soms ook een informatiecentrum. Een voorbeeld hiervan is een terrein als de IJzeren Man te Weert.
Dan zijn er de speciaal voor intensieve recreatie aangelegde terreinen, waarbij de natuur een ondergeschikte rol speelt. Hier kunnen allerlei faciliteiten aanwezig zijn, zoals een openluchtzwembad met strand, horeca, een camping, een grote speeltuin en in de nabijheid eventueel een manege, een bungalowpark of een themapark. Dit soort terreinen wordt vaak aangelegd nabij een zandwinningsplas, zoals in Overijssel te zien bij de recreatieparken Het Rutbeek, Het Hulsbeek en Het Lageveld. Het Eurostrand was een dergelijk recreatieterrein.

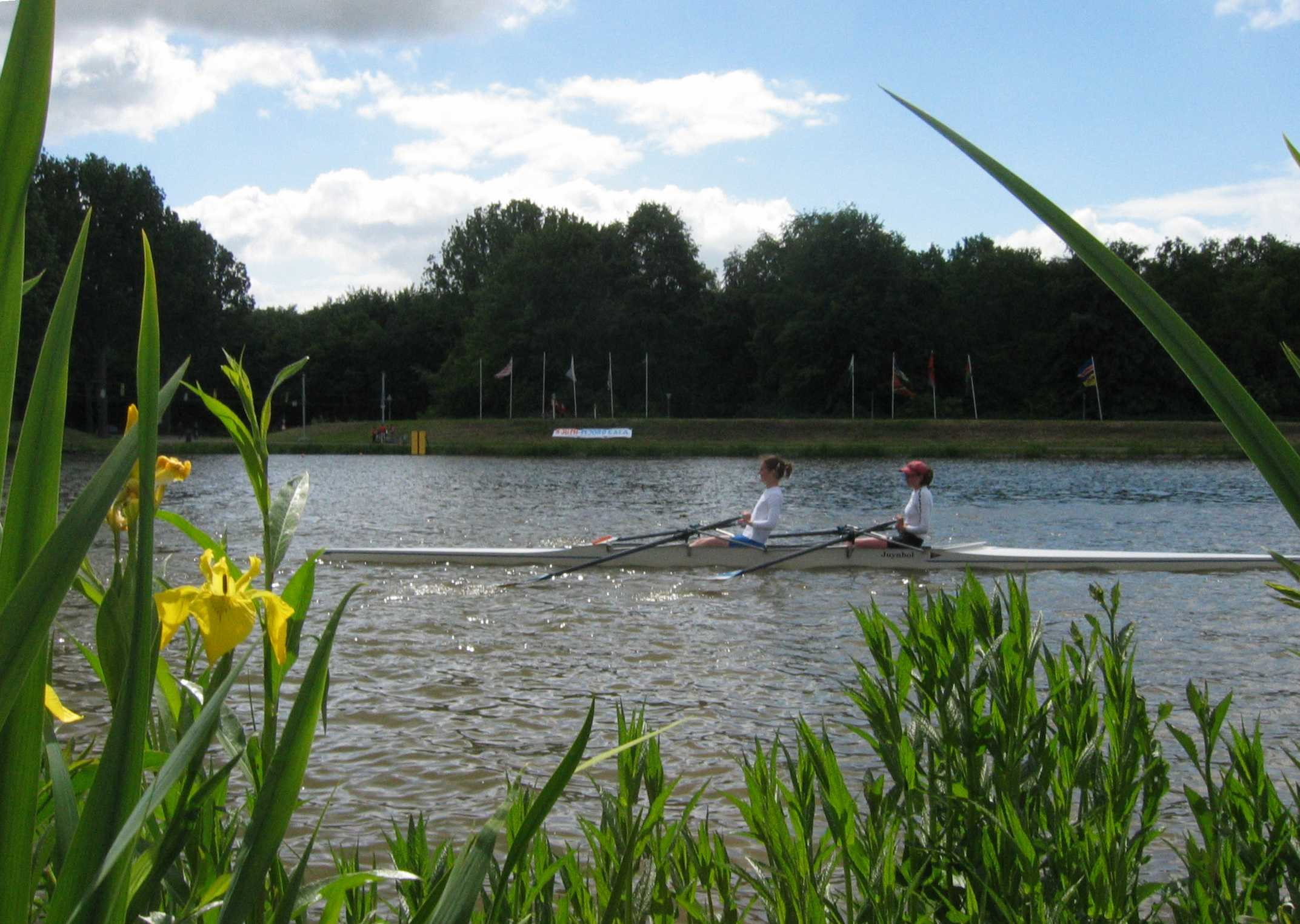
De Bosbaan